# Michael Cassidy
Michael Cassidy (Portland, Oregón; 20 de marzo de 1983) es un actor estadounidense. Es conocido por su trabajo en la serie de televisión The O. C., en la cual intervino en diecinueve episodios, y por haber actuado en películas como Zoom (2006).

## Biografía
Cassidy nació el 20 de marzo de 1983 en Portland, ciudad ubicada en el estado de Oregón. En 2001 se graduó de la La Salle High School. En 2006 se casó con Laura Eichhorn.
Su primer papel importante fue el de Zach Stevens en la serie dramática The O. C. transmitida por canal FOX. Anteriormente había protagonizado el cortometraje Dare, donde interpretó a Johnny, un típico chico malo de la clase, junto con Adam Fleming en el papel de Ben (un joven tímido secretamente enamorado de Johnny). Cassidy también participó en la película The Girl from Monday (2005), en el papel de Ted. En 2006 actuó junto a Tim Allen y Courteney Cox en el largometraje Zoom, donde encarnó a Dylan, un joven de diecisiete años con el poder de la invisibilidad y clarividencia. 
Cassidy se incorporó al elenco de la serie Smallville en seis episodios a lo largo de la séptima temporada, como el nuevo editor del periódico Daily Planet y posible interés amoroso de Lois Lane. Su personaje resulta ser un clon del hermano menor de Lex Luthor, Julian. En televisión también trabajó en las series Privileged, Scandal y Men at Work. En Privileged, Cassidy interpretó a Charlie Hogan en quince episodios. En 2012 obtuvo un pequeño papel en la película dirigida por Ben Affleck Argo. También apareció en el largometraje The Guilt Trip.
En 2015 actuó en la película independiente Night of the Living Deb y en la serie The Magicians. Ese mismo año, Cassidy participó en el episodio piloto de la serie de televisión People of Earth. Asimismo, en 2016 realizó una pequeña aparición en Batman v Superman: Dawn of Justice, encarnando al fotógrafo Jimmy Olsen. En 2017, interpretó al director Mitch Davis en la película The Stray, realizada por el mismo Davis. Ese año, se confirmó su participación en el largometraje Dog Days de Ken Marino.

## Filmografía

### Cine
| Año  | Título original                    | Papel               | Notas             |
| ---- | ---------------------------------- | ------------------- | ----------------- |
| 2005 | The Girl from Monday               | Ted                 |                   |
| 2005 | Dare                               | Johnny              | Cortometraje      |
| 2006 | The Break                          | Wayne el repartidor | Cortometraje      |
| 2006 | Zoom                               | Dylan               |                   |
| 2008 | San Gabriel                        | Mike                | Cortometraje      |
| 2012 | Argo                               | Dylan West/Houdini  |                   |
| 2012 | The Guilt Trip                     | Fake Andy           | No acreditado     |
| 2015 | Night of the Living Deb            | Ryan Waverly        | También productor |
| 2016 | Batman v Superman: Dawn of Justice | Jimmy Olsen         | Cameo             |
| 2017 | Angry River                        | Holloway            | Cortometraje      |
| 2017 | The Stray                          | Mitch Davis         |                   |
| 2018 | Dog Days                           | Dr. Mike            |                   |
| 2018 | The Dare Project                   | Johnny              | Cortometraje      |
| 2018 | Jingle Around the Clock            | Max Turner          |                   |
| 2020 | Breaking Fast                      | Kal                 |                   |
| 2021 | Army of the Dead                   | Sargento Cassidy    |                   |

### Televisión
| Año       | Título original         | Papel           | Notas                            |
| --------- | ----------------------- | --------------- | -------------------------------- |
| 2004-2005 | The O. C.               | Zach Stevens    | 19 episodios                     |
| 2007      | Hidden Palms            | Cliff Wiatt     |                                  |
| 2007-2008 | Smallville              | Grant Gabriel   |                                  |
| 2008-2009 | Privileged              | Charlie Hogan   | 15 episodios                     |
| 2010      | The Pink House          |                 | Telefilme                        |
| 2010      | Castle                  | Greg McClintock |                                  |
| 2010      | Blue Belle              |                 |                                  |
| 2012      | Happy Endings           |                 |                                  |
| 2012      | Are You There, Chelsea? | Jonathan        |                                  |
| 2012      | Scandal                 | Travis Harding  |                                  |
| 2012-2014 | Men at Work             | Tyler Mitchell  |                                  |
| 2015      | The Magicians           | James           |                                  |
| 2015      | People of Earth         | Jonathan        |                                  |
| 2018      | Jingle Around the Clock | Max Turner      | Hallmark. Película de televisión |